# مارك جونز (لاعب كرة قدم مواليد 1979)
مارك جونز (بالإنجليزية: Mark Jones)‏ هو لاعب كرة قدم بريطاني في مركز الهجوم، ولد في 7 سبتمبر 1979 في ويلنهول ‏ في المملكة المتحدة. لعب مع ريث روفرز ونادي تشيسترفيلد ونادي تشيلتنهام تاون ونادي هدنسفورد تاون ووولفرهامبتون واندررز.

## وصلات خارجية
- مارك جونز على موقع قاعدة بيانات كرة القدم.إي يو (الإنجليزية)
- مارك جونز على موقع Soccerbase.com (لاعب) (الإنجليزية)